# فرید شعال
فرید شعال (عربی: فريد شعال؛ زادهٔ ۳ ژوئیهٔ ۱۹۹۴) بازیکن فوتبال اهل الجزایر است.
از باشگاه‌هایی که در آن بازی کرده است می‌توان به باشگاه فوتبال مولودیه الجزایر و باشگاه فوتبال اتحاد الحراش اشاره کرد.